# Rolf Hoppe
Rolf Hoppe (Ellrich, 1930. december 6. – Drezda, 2018. november 14.) német színész.

## Fontosabb filmjei
Mozifilmek
- Most és halálom óráján (Jetzt und in der Stunde meines Todes) (1963)
- Amíg élek (Solange Leben in mir ist) (1965)
- A legjobb évek (Die besten Jahre) (1965)
- Karla (1965)
- 19 éves voltam (Ich war neunzehn) (1968)
- A Sólyom nyomában (Spur des Falken) (1968)
- Flórián kapitány (Hauptmann Florian von der Mühle) (1968)
- Élő áru (Lebende Ware) (1969)
- Maga tetszik nekem (Jungfer, Sie gefällt mir) (1969)
- Ködös éjszaka (Nebelnacht) (1969)
- Fehér farkasok (Weisse Wölfe) (1969)
- Halálos tévedés (Tödlicher Irrtum) (1970)
- Egy nyomozás sorompói (Leichensache Zernik) (1972)
- Az ellopott csata (Die gestohlene Schlacht) (1972)
- Eltűnt nyolc űrhajó (Eolomea) (1972)
- Apacsok (Apachen) (1973)
- Zsuzsi és a varázsgyűrű (Susanne und der Zauberring) (1973)
- Bredow lovag nadrágja (Die Hosen des Ritters Bredow) (1973)
- Három mogyoró Hamupipőkének (Tri orísky pro Popelku) (1973)
- Orpheusz az alvilágban (Orpheus in der Unterwelt) (1974)
- Túl sovány a szerelemhez? (Für die Liebe noch zu mager) (1974)
- Hogyan kell egy szamarat etetni? (Wie füttert man einen Esel) (1974)
- Az ördög és a bábjátékos (Hans Röckle und der Teufel) (1974)
- A két aranyásó (Kit & Co.) (1974)
- Felkelők álruhában (Die Bösewichter müssen dran) (1975)
- Ikarusz (Ikarus) (1975)
- Fény az akasztófán (Das Licht auf dem Galgen) (1976)
- A mi csendes emberünk (Unser stiller Mann) (1976)
- Útban az Atlantisz felé (Unterwegs nach Atlantis) (1977)
- A szökés (Die Flucht) (1977)
- Mephisto (1981)
- Az aranyrablók üldözője (Der lange Ritt zur Schule) (1982)
- Tavaszi szimfónia (Frühlingssinfonie) (1983)
- Orvosnők (Ärztinnen) (1984)
- Ház a folyónál (Das Haus am Fluß) (1986)
- A betörés (Der Bruch) (1989)
- Istók (Schtonk) (1992)
- Beépített terroristák (Den demokratiske terroristen) (1992)
- Tüzek éjszakája (Brandnacht) (1993)
- Zumbühl őrmester (Wachtmeister Zumbühl) (1994)
- Mario és a varázsló (Mario und der Zauberer) (1994)
- Zucker a nyerő! (Alles auf Zucker!) (2004)

Tv-filmek
- Halálodra magadra maradsz (Jeder stirbt für sich allein) (1970)
- Egy milliomos halála (Tod eines Millionärs) (1971)
- Az összeesküvők (Die Verschworenen) (1971)
- A Lautensack fivérek (Die Brüder Lautensack) (1973)
- Az ikrek (Die Zwillinge) (1973)
- Az utolsó szó (Das letzte Wort) (1974)
- Parókás férfi libériában (Der gepuderte Mann im bunten Rock) (1978)
- A hosszú út (Die lange Straße) (1979)
- Ki volt Edgar Allan? (Wer war Edgar Allan?) (1984)
- Szászok fénye, poroszok dicsősége (Sachsens Glanz und Preußens Gloria - Aus dem siebenjährigen Krieg) (1985)
- Motoros tűzjáró (Feuerläufer - Der Fluch des Vulkans) (1998)
- Gyilkos készenlétben (Der Handymörder) (1998)
- Két szív a korona ellen (Trenck - Zwei Herzen gegen die Krone) (2003)
- Az öreg hölgy látogatása (Der Besuch der alten Dame) (2008)

Tv-sorozatok
- A rendőrség száma 110 (Polizeiruf 110) (1975–1996, tv-sorozat, három epizódban)
- Tengerre! (Zur See) (1977, tv-sorozat, egy epizódban)
- Álomhajó (Das Traumschiff) (1993, 2000, tv-sorozat, két epizódban)
- Tetthely (Tatort) (1994–2003, tv-sorozat, hat epizódban)
- Rex felügyelő (Kommissar Rex) (1995, tv-sorozat, egy epizódban)
- Az utolsó tanú (Der letzte Zeuge) (2002, tv-sorozat, egy epizódban)
- Nyomozás Velencében (Donna Leon) (2004, tv-sorozat, egy epizódban)